# ガイ装甲車
ガイ装甲車は、イギリス軍の使用した装甲車である。第二次世界大戦中に限られた数が生産された。この車輛はフランスの戦いのあいだ、いくつかの作戦に参加した。

## 開発経緯と概要
1938年、ガイ･モータースは、ガイ・クワッド装甲車の試作型を5輌生産した。これはクワッド・アント砲牽引車を基に用いている。この車輛は走行試験を成功裡に終わらせ、1939年から1940年にかけて101輌のガイ装甲車が生産された。当初の名称はガイ装輪軽戦車である。
本車は、イギリス製の装甲車としては初の、全て溶接で製造された車体を持つ。また車体はなだらかに傾斜した装甲で構成された。車体中央部の上に砲塔を搭載し、砲塔には2挺のヴィッカース機関銃またはベサ機関銃が装備された。エンジンには後部に搭載された。本車はまた、No.19無線装置を装備した。
ガイ装甲車の車体は、後にハンバー装甲車の車体設計の基礎となった。

## 戦歴
6輌がフランスに送られ、イギリス海外派遣軍（BEF）に配備された。4輌がイギリス王室の近衛機動部隊（第12ロイヤル・ランサーズ）に使用され、2輌が閣僚たちに用いられた。残余の車輛はイギリスに駐留するベルギー軍、デンマーク軍、オランダ軍の部隊に配置された。1943年には、これらの車輛はより現代的な車輛に置き換えられた。

## 派生型
- マークI - 原型の車輌。50輌生産。

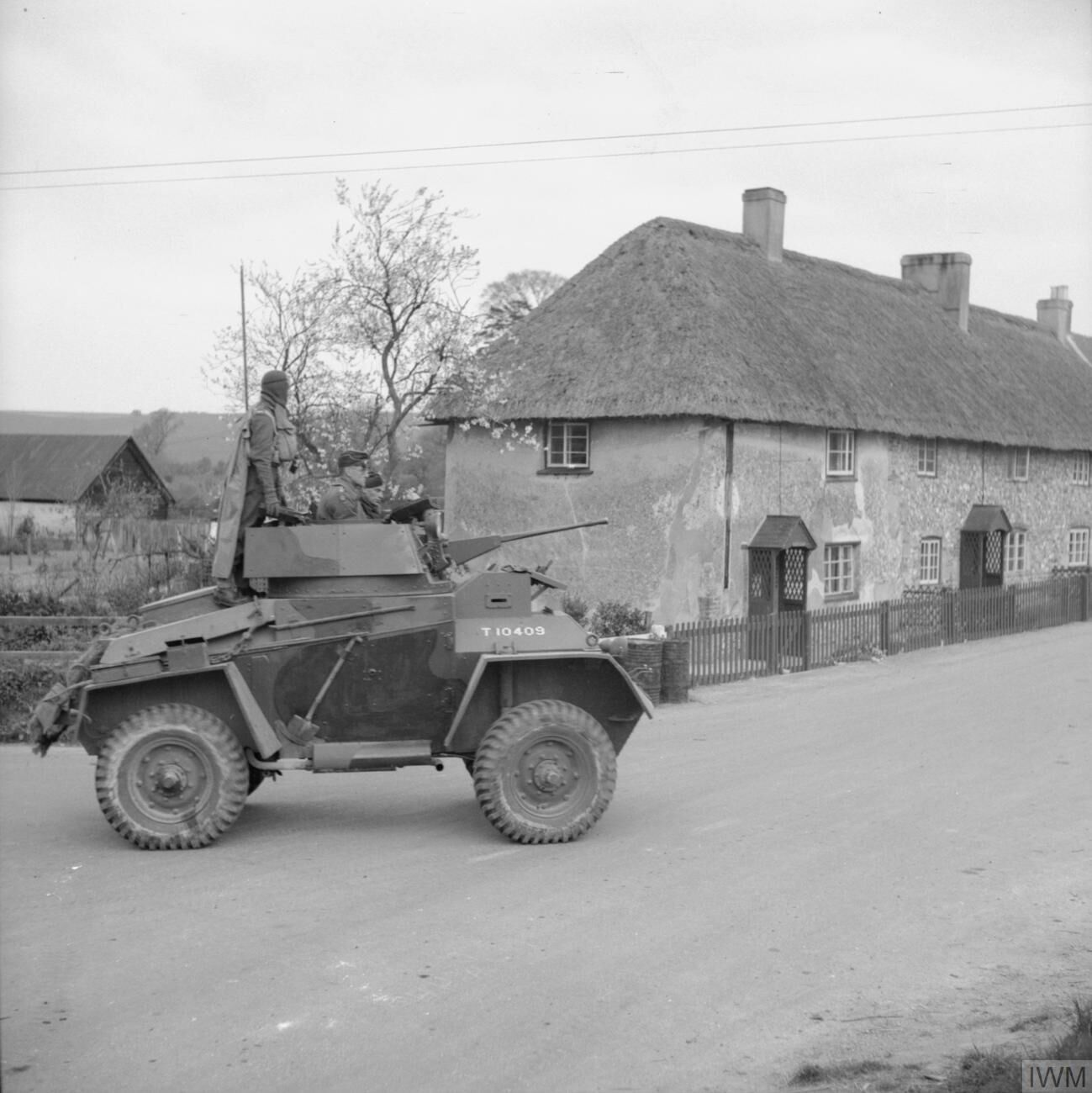
ガイ装甲車 マークI A。1941年5月7日、南部の部隊が侵攻に対する迎撃作戦を訓練中。長銃身の15mmベサ機関砲に注目。

- マークI A - ヴィッカース機関銃のかわりに、ベサ15mm機関砲と7.92mm機関銃を装備した。51輌生産。